# Hryhir Tjutjunnyk
Hryhir Mychajlowytsch Tjutjunnyk (ukrainisch Григір Михайлович Тютюнник; * 5. Dezember 1931 in Schyliwka, Oblast Poltawa, Ukrainische SSR; † 6. März 1980 in Lwiw, Ukrainische SSR) war ein ukrainischer Schriftsteller, ein Vertreter der so genannten Sechziger.

## Leben
Hryhir Tjutjunnyk kam als jüngerer Bruder des Schriftstellers Hryhorij Tjutjunnyk (1920–1961) zur Welt. Er absolvierte bis 1962, nachdem er eine Schlosserlehre absolviert und in einer Kolchose und in einem Bergwerk gearbeitet hatte, ein fünfjähriges Literatur-Studium an der Universität Charkiw und arbeitete ab dem Jahresende 1963 in den Redaktionen der Zeitungen Literaturna Ukrajina (Літературна Україна), Molod  (Молодь) und Wesselka (Веселка) sowie als Drehbuchautor für die künstlerischen Filmstudios Kiew.
Seine erste Buchveröffentlichung erfolgte 1961. Da er mit seiner impressionistischen Schreibweise nicht dem vorgegebenen Stil des sozialistischen Realismus entsprach, erhielten seine Werke von den sowjetischen Literaturkritikern stets schlechte Kritiken, was ihn 1980 im Alter von 48 Jahren in den Suizid trieb. Der Vater zweier Teenager erhängte sich in Lwiw. Man bestattete ihn in Kiew auf dem Baikowe-Friedhof.

## Werk
Tjutjunnyk galt als sensibler Beobachter seiner Umgebung, und seine Erzählungen spiegeln oft die innige Verbindung zur Natur wider, die er schon als Kind entwickelt hatte: Diese Naturverbundenheit zeigt sich besonders in Figuren wie dem Jungen Oles aus der Erzählung Der Wunderling, der seine Umgebung mit kindlicher Neugier und einem ausgeprägten Sinn für Details wahrnimmt. Tjutjunnyks Prosa, die oft als Momentaufnahme des ländlichen Lebens erscheint, spiegelt die Spannung zwischen traditionellem dörflichen Leben und den Zwängen der sowjetischen Moderne wider, die für ihn selbst und seine Figuren eine Quelle des inneren Konflikts war.

## Ehrungen
1980 erhielt Hryhir Tjutjunnyk den Lessja-Ukrajinka-Literaturpreis der Ukrainischen SSR und 1989 wurde er posthum mit dem Taras-Schewtschenko-Preis, dem Nationalpreis der Ukraine, ausgezeichnet.

## Werke (Auswahl)
- Drei Kuckucke und eine Verbeugung. Übersetzung Beatrix Kersten. Weissbooks, Berlin 2024, ISBN 978-3863372132
- Das Steppenmärchen, Kiew, Verlag Dnipro 1988
- Klymko, Berlin, Kinderbuchverlag 1982
- Mitautor von Der Weg aus der Kindheit, Berlin, Verlag Volk und Welt 1977